# Burnie International
Il Burnie International, noto anche come Caterpillar Burnie International per motivi di sponsorizzazione, e in passato come McDonald's Burnie International, è un torneo professionistico di tennis giocato sul cemento, che fa parte dell'ATP Challenger Tour e dell'ITF Women's Circuit. Si gioca annualmente al Burnie Tennis Club di Burnie in Australia, il torneo maschile dal 2003 e quello femminile dal 2009.
Il torneo maschile è stato di categoria ATP Challenger 80 dal 2009, poi diventato Challenger 75 con la riforma del 2023. Nel 2025 il torneo maschile viene declassato a ITF M25.

## Albo d'oro

### Singolare maschile
| Anno       | Campione                | Finalista        | Punteggio        |
| ---------- | ----------------------- | ---------------- | ---------------- |
| 2024 (2)   | Adam Walton             | Dane Sweeny      | 6–2, 7–6(4)      |
| 2024       | Omar Jasika (2)         | Alex Bolt        | 6–2, 6(2)–7, 6–3 |
| 2023       | Rinky Hijikata          | James Duckworth  | 6–3, 6–3         |
| 2022- 2021 | Non disputato           | Non disputato    | Non disputato    |
| 2020       | Tarō Daniel             | Yannick Hanfmann | 6–2, 6–2         |
| 2019       | Steven Diez             | Maverick Banes   | 7–5, 6–1         |
| 2018       | Stéphane Robert         | Daniel Altmaier  | 6–1, 6–2         |
| 2017       | Omar Jasika (1)         | Blake Mott       | 6–2, 6–2         |
| 2016       | Non disputato           | Non disputato    | Non disputato    |
| 2015       | Hyeon Chung             | Alex Bolt        | 6–2, 7–5         |
| 2014       | Matt Reid               | Hiroki Moriya    | 6–3, 6–2         |
| 2013       | John Millman            | Stéphane Robert  | 6–2, 4–6, 6–0    |
| 2012       | Danai Udomchoke         | Samuel Groth     | 7–6(5), 6–3      |
| 2011       | Flavio Cipolla          | Chris Guccione   | walkover         |
| 2010       | Bernard Tomić           | Greg Jones       | 6–4, 6–2         |
| 2009       | Brydan Klein            | Grega Žemlja     | 6–3, 6–3         |
| 2008       | Non disputato           | Non disputato    | Non disputato    |
| 2007 (2)   | Alun Jones              | Rameez Junaid    | 3–6, 7–6(4), 7–5 |
| 2007 (1)   | Nathan Healey           | Greg Jones       | 7–5, 6–4         |
| 2006       | Konstantinos Economidis | Alun Jones       | 6–4, 6–2         |
| 2005       | Chris Guccione          | Gouichi Motomura | 6–3, 7–5         |
| 2004       | Lu Yen-hsun             | Robert Lindstedt | 6–3, 6–0         |
| 2003       | Satoshi Iwabuchi        | Paul Baccanello  | 6–2, 6–3         |

### Doppio maschile
| Anno       | Campioni                                  | Finalisti                            | Punteggio              |
| ---------- | ----------------------------------------- | ------------------------------------ | ---------------------- |
| 2024 (2)   | Benjamin Lock Yuta Shimizu                | Blake Bayldon Kody Pearson           | 6–4, 7–6(4)            |
| 2024       | Alex Bolt Luke Saville                    | Tristan Schoolkate Adam Walton       | 5–7, 6–3, [12–10]      |
| 2023       | Marc Polmans Max Purcell                  | Luke Saville Tristan Schoolkate      | 7–6(4), 6–4            |
| 2022- 2021 | Non disputato                             | Non disputato                        | Non disputato          |
| 2020       | Harri Heliövaara Sem Verbeek              | Luca Margaroli Andrea Vavassori      | 7–6(5), 7–6(4)         |
| 2019       | Lloyd Harris Dudi Sela                    | Mirza Bašić Tomislav Brkić           | 6–3, 6(7)–7, [10–8]    |
| 2018       | Gerard Granollers Pujol Marcel Granollers | Evan King Max Schnur                 | 7–6(8), 6–2            |
| 2017       | Brydan Klein Dane Propoggia               | Steven de Waard Luke Saville         | 6–3, 6–4               |
| 2016       | Non disputato                             | Non disputato                        | Non disputato          |
| 2015       | Carsten Ball Matt Reid (2)                | Radu Albot Matthew Ebden             | 7–5, 6–4               |
| 2014       | Matt Reid (1) John-Patrick Smith (3)      | Toshihide Matsui Danai Udomchoke     | 6–4, 6–2               |
| 2013       | Ruan Roelofse John-Patrick Smith (2)      | Brydan Klein Dane Propoggia          | 6–2, 6–2               |
| 2012       | John Peers John-Patrick Smith (1)         | Divij Sharan Vishnu Vardhan          | 6–2, 6–4               |
| 2011       | Philip Bester Peter Polansky              | Marinko Matosevic Rubin Jose Statham | 6–4, 3–6, [14–12]      |
| 2010       | Matthew Ebden Samuel Groth (2)            | James Lemke Dane Propoggia           | 6(8)–7, 7–6(4), [10–8] |
| 2009       | Miles Armstrong Sadik Kadir               | Peter Luczak Robert Smeets           | 6–3, 3–6, [10–7]       |
| 2008       | Non disputato                             | Non disputato                        | Non disputato          |
| 2007 (2)   | Samuel Groth (1) Joseph Sirianni          | Nima Roshan Jose Statham             | 6–3, 1–6, [10–4]       |
| 2007 (1)   | Nathan Healey Robert Smeets               | Rameez Junaid Joseph Sirianni        | 7–6(7), 6–4            |
| 2006       | Luke Bourgeois (2) Lu Yen-hsun (2)        | Raphael Durek Alun Jones             | 6–3, 6–2               |
| 2005       | Luke Bourgeois (1) Chris Guccione         | Alexander Hartman Scott Lipsky       | 6–4, 6–3               |
| 2004       | Rik De Voest Lu Yen-hsun (1)              | Leonardo Azzaro Oliver Marach        | 6–3, 1–6, 7–5          |
| 2003       | Federico Browne Rogier Wassen             | Raphael Durek Alun Jones             | 1–6, 6–3, 6–2          |

### Singolare femminile
| Anno       | Campionessa             | Finalista            | Punteggio           |
| ---------- | ----------------------- | -------------------- | ------------------- |
| 2025       | Tessah Andrianjafitrimo | Guo Hanyu            | 6–2, 6–3            |
| 2024 (2)   | Maya Joint              | Aoi Ito              | 1–6, 6–1, 7–5       |
| 2024       | Priscilla Hon           | Sara Saito           | 6–3, 6–0            |
| 2023 II    | Jaimee Fourlis          | Olivia Gadecki       | 6–4, 6–3            |
| 2023       | Storm Hunter            | Olivia Gadecki       | 6–4, 6–3            |
| 2022- 2021 | Non disputato           | Non disputato        | Non disputato       |
| 2020       | Maddison Inglis         | Sachia Vickery       | 2–6, 6–3, 7–5       |
| 2019       | Belinda Woolcock        | Paula Badosa Gibert  | 7–6(3), 7–6(4)      |
| 2018       | Marta Kostjuk           | Viktorija Golubic    | 6–4, 6–3            |
| 2017       | Asia Muhammad           | Arina Rodionova      | 6–2, 6–1            |
| 2016       | Non disputato           | Non disputato        | Non disputato       |
| 2015       | Daria Gavrilova         | Irina Falconi        | 7–5, 7–5            |
| 2014       | Misa Eguchi             | Elizaveta Kulichkova | 4–6, 6–2, 6–3       |
| 2013       | Olivia Rogowska (2)     | Monique Adamczak     | 7–6(5), 6(7)–7, 6–4 |
| 2012       | Olivia Rogowska (1)     | Irina Chromačëva     | 6–3, 6–3            |
| 2011       | Eugenie Bouchard        | Zheng Saisai         | 6–4, 6–3            |
| 2010       | Arina Rodionova         | Jarmila Groth        | 6–1, 6–0            |
| 2009       | Abigail Spears          | Lu Jingjing          | 6–4, 6–2            |

### Doppio femminile
| Anno       | Campionesse                         | Finaliste                             | Punteggio           |
| ---------- | ----------------------------------- | ------------------------------------- | ------------------- |
| 2025       | Monique Barry Elena Micic           | Gabriella Da Silva Fick BelleThompson | 6–3, 6–4            |
| 2024 (2)   | Tang Qianhui You Xiaodi             | Ma Yexin Alana Parnaby                | 6–4, 7–5            |
| 2024       | Paige Hourigan Erin Routliffe       | Kyōka Okamura Ayano Shimizu           | 7–6(5), 6–4         |
| 2023 II    | Destanee Aiava Naiktha Bains        | Lily Fairclough Olivia Gadecki        | 6–3, 7–5            |
| 2023       | Mai Hontama Eri Hozumi              | Arina Rodionova Ena Shibahara         | 4–6, 6–3, [10–6]    |
| 2022- 2021 | Non disputato                       | Non disputato                         | Non disputato       |
| 2020       | Ellen Perez (2) Storm Sanders (2)   | Desirae Krawczyk Asia Muhammad        | 6–3, 6–2            |
| 2019       | Ellen Perez (1) Arina Rodionova (3) | Irina Chromačëva Maryna Zanevs'ka     | 6–4, 6–3            |
| 2018       | Vania King Laura Robson             | Momoko Kobori Chihiro Muramatsu       | 7–6(3), 6–1         |
| 2017       | Riko Sawayanagi Barbora Štefková    | Alison Bai Varatchaya Wongteanchai    | 7–6(6), 4–6, [10–7] |
| 2016       | Non disputato                       | Non disputato                         | Non disputato       |
| 2015       | Irina Falconi Petra Martić          | Han Xinyun Junri Namigata             | 6–2, 6–4            |
| 2014       | Jarmila Gajdošová Storm Sanders (1) | Eri Hozumi Miki Miyamura              | 6–4, 6–4            |
| 2013       | Shūko Aoyama Erika Sema             | Bojana Bobusic Jessica Moore          | Walkover            |
| 2012       | Arina Rodionova (2) Melanie South   | Stephanie Bengson Tyra Calderwood     | 6–2, 6–2            |
| 2011       | Natsumi Hamamura Erika Takao        | Sally Peers Olivia Rogowska           | 6–2, 3–6, [10–7]    |
| 2010       | Jessica Moore Arina Rodionova (1)   | Tímea Babos Anna Arina Marenko        | 6–2, 6–4            |
| 2009       | Monique Adamczak Abigail Spears     | Xu Yifan Zhou Yimiao                  | 6–2, 6–4            |